# Harold Joachim
Pour les articles homonymes, voir Joachim.
Harold Henry Joachim, 28 mai 1868 – 30 juillet 1938, est un philosophe britannique idéaliste. Disciple de Francis Herbert Bradley, dont il édite les écrits posthumes, Joachim est à présent associé à la dernière période du mouvement de l'idéalisme britannique. Il est généralement crédité de la formulation définitive de la théorie de la cohérence de la vérité (en) dans son livre The Nature of Truth (1906). Il est également spécialiste d'Aristote et Spinoza.
La théorie de la cohérence est aujourd'hui considérée comme faisant partie d'une classe de théories appelées comptes-rendus « robustes » ou « inflationniste » de la vérité. Dans cette classe, elle s'oppose aux théories de la théorie de la correspondance et pragmatique (en). Tant Bertrand Russell, plaidant pour la première, et William James, soutenant la seconde, citent le texte de Joachim comme paradigme de ce qu'ils pensent être erroné dans la théorie de la cohérence.

## Biographie
Harold Henry Joachim naît à Londres, fils d'un marchand de laine venu dans l'enfance de Hongrie en Angleterre. Il étudie à Harrow School et au Balliol College d'Oxford où il est élève de Richard Lewis Nettleship (en). Il a été élu à une bourse de recherche au Merton College en 1890 et, en 1892, il est devenu professeur de philosophie à l'Université de St Andrew's. De retour à Oxford en 1894, il fut chargé de cours à Balliol jusqu'à devenir fellow et tuteur à Merton en 1897. Harold Jochim est nommé Wykeham Professor (en) de logique de l'université d'Oxford en 1919, succédant au réaliste John Cook Wilson (en) et occupe la chaire jusqu'à sa mort. À Oxford, il est professeur du poète américain T.S. Eliot.

### Mariage
En 1907, il épouse sa cousine germaine, la fille du violoniste et compositeur Joseph Joachim et de son épouse  Amalie Joachim, une contralto travaillant à l'opéra lorsqu'elle n'accompagne en tournée Clara Schumann ou Johannes Brahms.

## Ouvrages
- Study of the Ethics of Spinoza (Ethica Ordine Geometrico Demonstrata) (1901)
- The Nature of Truth (1906)
- Traduction d'Aristote De lineis insecabilibus (1908)
- The Platonic Distinction Between 'True' and 'False' Pleasures and Pains article in Philosophical Review September 1911, Volume XX, pp. 471 à 497
- Immediate Experience and Mediation|Immediate Experience and Mediation (1919)
- Aristotle on Coming-To-Be & Passing-Away (De Generatione et Corruptione) (1926; reprinted 1999)
- Logical Studies (1948)
- Aristotle: The Nicomachean Ethics: A Commentary, édité par D A Rees (1951)
- Descartes's Rules for the Direction of the Mind (1957) édité à partir de notes par John Austin et Errol Harris (en)

Il est probablement impliqué, si non crédité, dans l'édition des œuvres complètes de Bradley, dont les Collected Essays avec Marian de Glehn, sœur de Bradley, et Ethical Studies.

## Source de la traduction
- (en) Cet article est partiellement ou en totalité issu de l’article de Wikipédia en anglais intitulé « Harold Joachim » (voir la liste des auteurs).